# Roussines (Indre)
Roussines település Franciaországban, Indre megyében. Lakosainak száma 358 fő (2022. január 1.). Roussines Chaillac, La Châtre-Langlin, Parnac, Sacierges-Saint-Martin, Saint-Benoît-du-Sault, Saint-Civran és Saint-Gilles községekkel határos.

## Népesség
A település népessége az elmúlt években az alábbi módon változott:
| Lakosok száma | 525  | 487  | 450  | 387  | 346  | 354  | 360  | 361  | 358  | 358  |
|               | 1968 | 1982 | 1990 | 2006 | 2013 | 2015 | 2017 | 2019 | 2020 | 2022 |